# رآکتور تنظیم‌پذیر

کنترل جریان AC موجود در لامپ L با استفاده از جریان DC که با مقاومت R تنظیم شده است. B باتری و G منبع برق AC است.

یک رآکتور تنظیم پذیر در مهندسی برق نوع خاصی از القاگر است که هسته مغناطیسی در آن می‌تواند به وسیله 
جریان DC که در سیم پیچ کنترلی وجود دارد عمداً اشباع شود. وقتی اشباع شد خاصیت القایی رآکتور تنظیم پذیر به طور چشم گیری پایین می‌آید.
رآکتور تنظیم پذیر وسیله ساده‌ای برای کنترل از راه دور و متناسب جریان AC در جاهایی چون لامپ رشته ای فراهم می‌آورد. جریان AC تقریباً متناسب با جریان DC در سیم پیچ کنترلی است. به علاوه، به خاطر چینش خاص سیم پیچ قدرتی، سیم پیچ کنترلی و هسته، سیم پیچ کنترلی به خوبی از برق AC جدا شده است. همچنین سیم پیچ قدرت طوری پیکربندی شده است که ولتاژ متناوبی در سیم پیچ کنترلی القاء نکند.
به خاطر این که خاصیت القایی مورد نیاز، میرایی را بدست آورد که با تغییر بار الکتریکی تغییر می‌کند؛ رآکتور تنظیم پذیر غالباً اتصال‌های چندگانه‌ای دارد که اجازه می‌دهد یک القای کوچک با یک بار بزرگ یا یک القای بزرگ با یک بار کوچک بکار رود. در این روش اندازه جریان کنترلی نیز می‌تواند ثابت نگه داشته شود و مهم نیست که بار چیست.
ضعف عمده رآکتورهای تنظیم پذیر این است که آنها از نظر فیزیکی بزرگ، سنگین و در مقایسه با کنترل کنده‌های برق که جدیداً به بازار آمده اند گرانقیمت هستند.
از سلفهای اشباع پذیر میتوان در کاهش تلفات سوییچینگ ترانزیستورهای قدرت (ZCS)استفاده نمود.